# Alnico

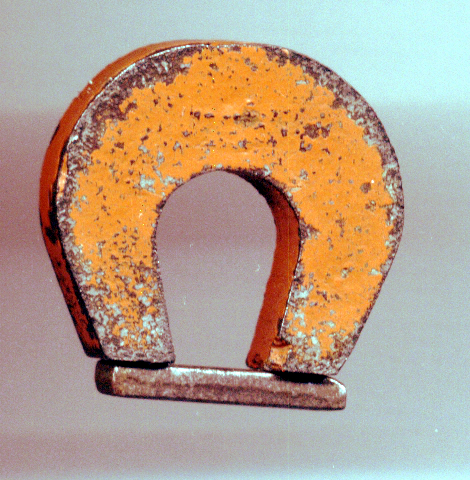
Imán de herradura fabricado con alnico

El álnico o alnico es una aleación formada principalmente de hierro, cobalto, aluminio y níquel, aunque también puede contener  cobre y en ocasiones titanio. Su uso principal es la fabricación de imanes.
Álnico es un acrónimo, y se refiere a las aleaciones de hierro que contienen principalmente aluminio (Al símbolo), níquel (símbolo Ni) y cobalto (Co símbolo), por lo tanto, al-ni-co, con la adición de cobre, y a veces, de titanio, por lo general Al 8-12 %, 15-26 % Ni, 5.24 % Co, hasta el 6 % de Cu, hasta el 1 % de Ti, y el resto de Fe.
Las aleaciones de álnico son ferromagnéticas y se usan para hacer imanes permanentes. Antes del desarrollo de imanes de tierras raras en la década de 1970, fueron el tipo más fuerte de imán. Otros nombres comerciales de las aleaciones de esta familia son: Alni, Alcomax, Hycomax, Columax, y Ticonal. 
El desarrollo de álnico comenzó en 1931, cuando T. Mishima en Japón descubrió que una aleación de hierro, níquel, aluminio y tenía una coercitividad magnética (resistencia a la pérdida de magnetismo) de 400 Oersted, el doble de los mejores aceros de imán de la época.

## Propiedades
Las aleaciones de álnico hacen fuertes imanes permanentes y pueden ser magnetizados para producir campos magnéticos intensos. De los imanes más comúnmente disponibles, solo los imanes de tierras raras como el imán de neodimio y el imán de samario-cobalto son más fuertes, aunque a cambio de un mayor coste. Los imanes de álnico pueden producir fuerzas del campo magnético en sus polos tan altas como 1500 gauss (0,15 tesla) o alrededor de 3000 veces la fuerza del campo magnético de la Tierra. Algunas marcas de álnico son isótropas y se pueden magnetizar eficientemente en cualquier dirección. Otros tipos, como el álnico 5 y el álnico 8, son anisótropos, cada uno de ellos con una dirección preferida de magnetización o de orientación. Las aleaciones anisótropas en general tienen una mayor capacidad magnética en una orientación preferente de los tipos de isótropa. La remanencia del álnico (Br) podrá ser superior a 12.000 gauss (1.2 T), su coercitividad (Hc) puede ser de hasta 1000 Oersted (80 kA / m), su producto de la energía ((BH) max) puede ser de hasta 5,5 mg · Oe (unos 44 T / m). Esto significa que el álnico puede producir un flujo magnético en el circuito magnético cerrado, pero tiene una resistencia relativamente pequeña a la desmagnetización. 
Las piezas y componentes de álnico se producen mediante procesos de moldeado o sinterización. Los imanes de alnico anisotrópico se orientan por calentamiento por encima de una temperatura crítica, y la refrigeración en la presencia de un campo magnético. Tanto el alnico isótropo como el anisótropo necesitan un tratamiento térmico adecuado para el desarrollo óptimo de las propiedades magnéticas - sin lo cual su coercitividad es de unos 10 Oe, comparable a la del hierro técnico, que es un material magnético blando. Después del tratamiento térmico el álnico se convierte en un material compuesto, llamado material de precipitación, que está formado por hierro y cobalto precipitados en una matriz rica en Ni y Al. 
El álnico anisótropo se orienta a lo largo del eje magnético deseado mediante la aplicación de un campo magnético externo a ella durante la nucleación de partículas precipitados, que se producen con un enfriamiento de 900 °C (1650 °F) a 800 °C (1470 °F), cerca del punto de Curie. Sin un campo externo existen anisotropías locales de diferentes orientaciones, debido a la magnetización espontánea. La estructura de precipitado es una «barrera» contra los cambios de magnetización, pues prefiere algunos estados de magnetización que requieren mucha energía para obtener el material en cualquier estado intermedio. Además, un débil campo magnético cambia la magnetización de la fase matriz única, y es reversible. 
Las aleaciones de álnico tienen algunos de los puntos de Curie más altos que cualquier material magnético, alrededor de 800 °C (1470 °F), aunque la temperatura máxima se limita normalmente a unos 538 °C (1000 °F). Son los únicos imanes que tienen magnetismo útil incluso cuando se calientan al rojo vivo.
Esta propiedad, así como su fragilidad y alto punto de fusión, es el resultado de la fuerte tendencia hacia el orden, debido a la vinculación entre intermetálicos aluminio y sus otros componentes. Son también uno de los imanes más estables si se manejan adecuadamente. 
A partir de 2008, los imanes de Alnico costarán alrededor de $44/kg ($20/libras) o $4.30/BHmax

## Usos
Los imanes de alnico son ampliamente utilizados en aplicaciones industriales y de consumo donde se necesitan fuertes imanes permanentes; como en los motores eléctricos, las pastillas de guitarra eléctrica, micrófonos, sensores, altavoces, y los imanes de herradura. En muchas aplicaciones están siendo reemplazados por los imanes de tierras raras, cuyos campos más fuertes (Br) y los productos más grandes de energía (BHmax) permiten a los imanes de menor tamaño, utilizarlos para una aplicación dada.